# 머치 러브드
머치 러브드(Zine li fik, Much Loved)는 프랑스에서 제작된 나빌 아유쉬 감독의 2015년 드라마 영화이다. 루브나 아비다르 등이 주연으로 출연하였다.

## 출연

### 주연
- 루브나 아비다르
- 알리마 카라우안

### 조연
- 대니 보쉬벨
- 칼로 브랜트